# Hospital Conde S. Januário
El Hospital Conde S. Januário (en chino: 仁伯爵综合医院) es un centro hospitalario en Macao, al sur de China dirigido por el sector público. Fundado en 1874 y ampliado en 1989, cuenta con 476 camas y dispone de 22 servicios diferentes, tanto para pacientes hospitalizados como para pacientes ambulatorios. El hospital se conoce coloquialmente como "el Hospital del alto de la colina 山頂醫院 por la mayoría de la población local. 
Actualmente no hay ninguna escuela de medicina de tipo occidental en Macao, por lo que todos los médicos que tengan la intención de cursar estudios tienen que certificarse en el extranjero, o los médicos calificados tienen que ser traídos de fuera.
Actualmente, el hospital no está involucrado en la acreditación internacional de salud.